# Fabrizio Serbelloni
Fabrizio Serbelloni (ur. 4 listopada 1695 w Mediolanie – zm. 7 grudnia 1775 w Rzymie) – włoski kardynał.

## Życiorys
Pochodził z Mediolanu. Uzyskał doktorat z prawa na uniwersytecie w Pawii w 1718. Inkwizytor na wyspie Malta 1726-30. W 1731 wyświęcony na tytularnego arcybiskupa Patras. Nuncjusz apostolski w Toskanii (1731-34), Kolonii (1734-38), Polsce (1738-46) i w Austrii (1746-54). W 1753 został kardynałem prezbiterem Santo Stefano al Monte Celio. Legat w Bolonii 1754-61. Biskup Albano (1763-74) i Ostii (1774-75). Uczestniczył w konklawe 1758, konklawe 1769 i Konklawe 1774–1775. Zmarł 7 grudnia 1775.
Był członkiem powołanej w 1767 roku przez papieża Klemensa XIII w związku z groźbą przyznania praw dysydentom Kongregacji do Spraw Polskich.